# Gynochthodes oligantha
Gynochthodes oligantha är en måreväxtart som beskrevs av Elmer Drew Merrill. Gynochthodes oligantha ingår i släktet Gynochthodes och familjen måreväxter. Inga underarter finns listade i Catalogue of Life.